# 4912 Emilhaury
4912 Emilhaury è un asteroide della fascia principale. Scoperto nel 1953, presenta un'orbita caratterizzata da un semiasse maggiore pari a 2,3017849 UA e da un'eccentricità di 0,1389264, inclinata di 3,66921° rispetto all'eclittica.
L'asteroide è dedicato a Emil W. Haury (1904-1992), direttore dal 1937 al 1964 del dipartimento di antropologia dell'Università dell'Arizona.